# Die arme Jenny
Pour plus de détails, voir Fiche technique et Distribution.
Die arme Jenny (en français  Pauvre Jenny) est un film allemand  muet réalisé par Urban Gad, sorti en 1912.

## Synopsis
Jenny, 29 ans, fille du contremaître juste mais pauvre Schmidt, rencontre le riche Eduard Reinhold en nettoyant les escaliers. Il flirte avec elle et lui donne sa carte de visite sur laquelle il a écrit l'heure et le lieu d'un rendez-vous. Avec l'aide de sa sœur, qui l'habille pour une réunion, elle parvient à se faufiler hors de la maison. Eduard la prend au piège, la sort et lui laisse espérer une vie de dame à ses côtés. Lorsque son père apprend leur rendez-vous, il la rejette. Jenny, inexpérimentée en amour, doit se rendre compte que son amant est un bon vivant et un coureur de jupons qui ne l'épouserait jamais comme un égal. Sans abri, Jenny quitte la ville.
Quelque temps plus tard, elle vit dans la grande ville. Depuis qu'elle est loin de sa famille, elle doit maintenant gagner sa vie dans un théâtre de variétés, où elle devient la vedette d'un groupe de danse en tenue légère. Lorsqu'elle danse à nouveau pour les invités un soir, elle n'a aucune idée qu'Eduard est également dans le public. Ce n'est que lorsqu'elle ramasse le pourboire qu'elle le reconnaît soudain et jette ses bras autour de son cou comme si elle était folle. Eduard s'enfuit du pub, tandis que Jenny est immédiatement renvoyée par le propriétaire du théâtre.
Un an plus tard, Jenny n'a cessé de décliner socialement. Elle fête ses 30 ans seule dans un café où elle fume et boit. Lorsqu'elle voit une annonce dans le journal annonçant les fiançailles de son ancien amant, elle perd sa dernière volonté d'affronter la vie. Jenny se rend une dernière fois en voiture chez ses parents, puis erre dans la nuit d'hiver jusqu'à ce qu'elle s'effondre épuisée dans la neige. Elle reste immobile.

## Fiche technique
- Titre original : Die arme Jenny
- Réalisation : Urban Gad
- Scénario : Urban Gad
- Direction artistique : Robert A. Dietrich (de)
- Photographie : Guido Seeber
- Société de production : Deutsche Mutoskop- und Biograph GmbH (de)
- Pays de production :  Empire allemand
- Langue : allemand
- Format : Noir et blanc - 1,33:1 - 35 mm
- Genre : Drame
- Durée : 858 mètres (34 minutes)
- Dates de sortie :
  - Empire allemand : 2 mars 1912.
  - États-Unis : 1er octobre 1912.

## Distribution
- Asta Nielsen : Jenny Schmidt
- Leo Peukert : Eduard Reinhold
- Hans Staufen : Fritz Hellmann, serveur
- Emil Albes : le maître d'œuvre Schmidt, le père de Jenny
- Paula Helmert : la femme de Schmidt, la mère de Jenny
- Bertha Klein : Trude, la sœur de Jenny
- Ferdinand Richter : le commis dans le magasin de mode
- Berthold Weiss : le serveur
- Max Obal
- Bruno Lopinski (de)
- Helene Voß

## Production
Die arme Jenny est tourné en une semaine à l'été 1911 dans le studio Bioscop à Berlin. Après Den sorte drøm (da), Im großen Augenblick (de), Zigeunerblut (de), Der fremde Vogel (de), Die Verräterin (de) et Die Macht des Goldes (de), c'est le septième des huit films de la série Asta Nielsen/Urban Gad en 1911 et 1912.
Le 31 janvier 1912, la censure interdit Die arme Jenny aux enfants. Les scènes de combat et d'amour des actes 1 et 2 sont mises en cause.
La longueur originale du film est de 858 mètres. Des copies plus courtes conservées sont en possession des Filmarchiv des Bundesarchivs, du Det Danske Filminstitut et de la Fondation Friedrich Wilhelm Murnau.

## Source de traduction
- (de) Cet article est partiellement ou en totalité issu de l’article de Wikipédia en allemand intitulé « Die arme Jenny » (voir la liste des auteurs).